# Josefine Frida Pettersen
Josefine Frida Pettersen (født 18. maj 1996) er en norsk skuespillerinde, kendt som Noora i tv-serien Skam.
Hun har tidligere har været med i Næste Sommer som velformannens datter. Josefine blev nomineret til Gullrutens "Publikumspris" for sin rolle som Noora i Skam.
Hun spiller også med i teaterstykket Robin Hood - Rai Rai i Sherwood Forest.